# Shaun Spiers
Shaun Mark Spiers (ur. 23 kwietnia 1962 w Adenie) – brytyjski polityk, poseł do Parlamentu Europejskiego IV kadencji.

## Życiorys
Absolwent St John’s College w Oksfordzie (BA) oraz King’s College London (Master of Arts). Działacz Partii Pracy oraz Co-operative Party. Pracował początkowo w instytucji spółdzielczej South East Co-op. W latach 1994–1999 z ramienia laburzystów sprawował mandat eurodeputowanego, wchodząc w skład frakcji socjalistycznej. Był członkiem m.in. Komisji ds. Rolnictwa i Rozwoju Wsi oraz Komisji ds. Instytucjonalnych. Później zawodowo związany ze zrzeszeniem brytyjskich związków kredytowych ABCUL, a w 2004 został dyrektorem wykonawczym organizacji Campaign to Protect Rural England.